# NGC 1181
NGC 1181 je galaksija u zviježđu Eridan.

## Vanjske poveznice
- SEDS: NGC 1181